# Арђентера (Варезе)
Арђентера је насеље у Италији у округу Варезе, региону Ломбардија.
Према процени из 2011. у насељу је живело 56 становника. Насеље се налази на надморској висини од 387 м.